# Пейковці
Пе́йковці (болг. Пейковци) — село у Великотирновській області Болгарії. Входить до складу общини Єлена.

## Населення
За даними перепису населення 2011 року у селі проживала 1 особа.
Розподіл населення за віком у 2011 році:
Динаміка населення: